# BWO
BWO var en svensk electropopgrupp som grundades under andra halvan av 2003 av musikern och författaren Alexander Bard. BWO är en förkortning av det längre, ursprungliga gruppnamnet Bodies Without Organs. Sedan tidigt 2006 brukar dock termen BWO användas. Utöver synthpop har bandets musik även inslag av electro, pop och dance. Gruppen skördade stora framgångar i bland annat Ryssland.

## Historia

### 2003–2005
BWO bildades under andra halvan av 2003 av Alexander Bard tillsammans med Marina Schiptjenko, Bards kollega från tiden i Vacuum, och sångaren Martin Rolinski, som upptäcktes i programmet Popstars. Debutframträdandet skedde i april 2004 på elektromusikfestivalen SAMA i Göteborg.
Namnet Bodies Without Organs kommer från filosofen Gilles Deleuze, som Bard är influerad av.

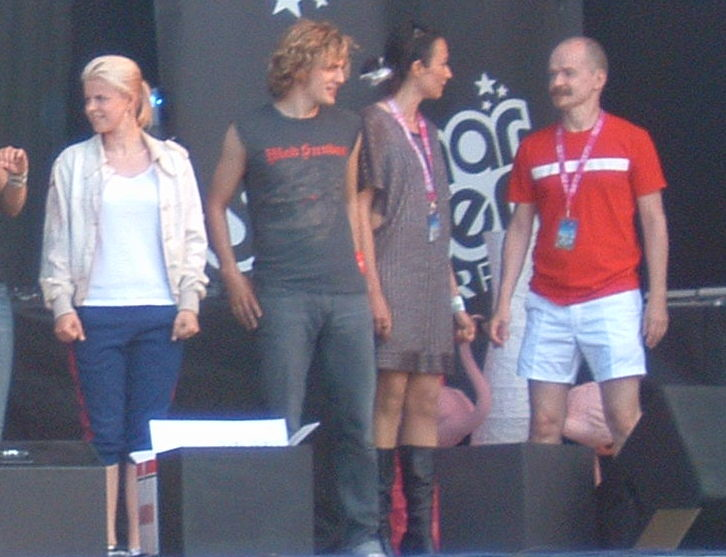
Till höger syns de tre medlemmarna i BWO, 2005.

Bandet har släppt sjutton singlar och hade under 2005 toppat hitlistorna i bland annat Ukraina och Ryssland, med bland annat debutsingeln "Living In A Fantasy". Den 9 mars 2005 släpptes deras första album i Sverige, men det hade redan i november 2004 släppts i Ryssland. Prototype blev en stor succé i Sverige, den sålde platina (ca 77 000 skivor) och innehöll stora hitar som "Open Door", "Sunshine in the Rain" och "Conquering America".
Bandet deltog i Melodifestivalen 2005 där de hamnade på en femteplats i den andra deltävlingen i Linköping med bidraget "Gone". Låten kom senare på 24:e plats (9:e bäste svensk) av 563 låtar i National Finals Song Contest.

### 2006
I mars 2006 tävlade de i Melodifestivalen igen, den gången med "Temple of Love". Den här gången gick de till finalen, där de slutade tvåa, 32 poäng efter ettan Carola Häggkvist. Efter tävlingen startade Aftonbladet en medial diskussion om huruvida Carola verkligen var vinnaren , på grund av att folk hade debiterats för samtal de menade att de aldrig ringt in. Före tävlingen hade gruppen kortat ner namnet till BWO, för att undvika språkliga problem i länder där engelska inte är ett stort språk. "Temple of Love" var senare med i National Finals Song Contest som är en tävling där varje land i Eurovision skickar alla sina låtar utom vinnaren, där BWO blev bästa placerad av svenskarna med en fin fjärdeplats av 519 låtar.
I början av 2006 bytte bandet stylist till Marina Kereklidou, för att, enligt Alexander Bard, få en mer glamorös, dyrare och lyxig look[källa behövs].
Den 19 april 2006 släpptes albumet  Halcyon Days. Första singeln "Temple of Love" blev en stor hit tack vare medverkan med låten i Melodifestivalen 2006 och fick höga placeringar på Sveriges mest populära musiklistor. På en vecka sålde albumet guld och hamnade på förstaplatsen för den topplista som visar vilka album som säljer bäst i Sverige.
I september 2006 släpptes den nya singeln "Will My Arms Be Strong Enough", som likt den förra singeln "We Could Be Heroes" är en ballad. I slutet av 2006 kom så den sista singeln från Halcyon Days, "Chariots of Fire".
Den 27 december 2006 släpptes deras remixalbum Halcyon Nights, som innehöll remixer av bland annat "Chariots of Fire" och flera äldre låtar.

### 2007–2008
Den 19 september 2007 släpptes deras tredje album Fabricator. Första singeln blev "Save My Pride" (en Alcazar-cover), som hade släppts den 16 maj 2007, men hade radiopremiär redan 4 maj samma år. Dessutom var de under sommaren på turné i Polen och Storbritannien. Gruppen släppte två singlar från Fabricator samtidigt, "Rhythm Drives Me Crazy" och "Let It Rain". Den förstanämnda låten var den officiella VM-låten för det svenska damfotbollslandslaget när de spelade i Kina hösten 2007. På singeln "Let It Rain" fanns även låten "Marrakech" med som bonusspår. På hösten åkte BWO på turné och släppte en fjärde singel, "The Destiny of Love", i oktober. Den femte singeln från albumet, "Give me the night" släpptes i december.

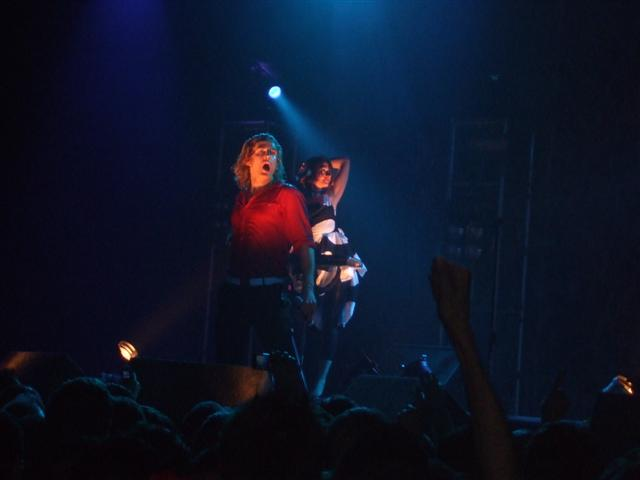
BWO på G-A-Y Astoria i London 2008.

BWO ställde upp med låten "Lay Your Love on Me" i Melodifestivalen 2008. De gick vidare till finalen i Globen i deltävling 3 i Linköping den 23 februari. I finalen slutade bidraget på tredje plats. Låten tävlade senare i National Finals Song Contest, där bidraget slutade fyra (näst bäste svenska låt i tävlingen) av 543 låtar. De åkte på en sommarturné och släppte ett "Greatest Hits"-album som den 9 april 2008, som heter "Pandemonium". En DVD med samma titel planerades att släppas till hösten som skulle innehåller alla musikvideor och liveframträdanden[källa behövs]. Ännu en singel, "The Bells of Freedom" släpptes i augusti, och blev 2008 års Europride-låt.

### 2009
Den 21 februari 2009 deltog BWO i svenska Melodifestivalen 2009. Bidraget hette "You're Not Alone". De gick vidare till Andra chansen i Norrköping, men där åkte de ut mot Lili & Susie.
Den 1 april 2009 släpptes det sista albumet Big Science.
Under sena hösten av 2009 beslöt gruppen för ett uppehåll då bandmedlemmarna ville göra andra musikaliska projekt vid sidan av BWO. Alexander Bard ville satsa musiken på sin nystartade grupp Gravitonas med Andreas Öhrn. Marina Schiptjenko började jobba med sin forna bandmedlem Eddie Bengtsson från Page och vid sidan av det med Julian & Marina, ett musikduo-projekt med Julian Brandt. Martin Rolinski ville satsa mer på en solokarriär. Det är dock inte sagt om att gruppen har splittrats på grund av uppehållet.

## Medlemmar
- Martin Rolinski - sångare, medtextförfattare
- Marina Schiptjenko - sångerska, medtextförfattare, synthesizers, keyboards, laptops
- Alexander Bard - laptops, synthesizers, management, medkompositör, medtextförfattare, kör

Inofficiella medlemmar
- Anders Hansson - producent, medkompositör, medtextförfattare, keyboards/programmering, spanska gitarrer
- Fredrik Boklund - musikvideoregissör
- Marina Kereklidou - stylist
- Sally O’Sullivan - stylist

Knuten till bandet var också den före detta Army of Lovers-stjärnan Jean-Pierre Barda; hans medverkan som medtextförfattare och hans framträdanden i musikvideorna upphörde dock i samma veva som gruppens andra album släpptes.

## Deltagande i Melodifestivalen
| År   | Låt                 | Placering i finalen               |
| ---- | ------------------- | --------------------------------- |
| 2005 | Gone                | Tog sig inte till final           |
| 2006 | Temple of Love      | 2:a                               |
| 2008 | Lay Your Love on Me | 3:a                               |
| 2009 | You're Not Alone    | Tog sig enbart till Andra chansen |

## Diskografi

### Album
| Släppta datum     | Titel          | Albumlistplaceringar i Sverige | Utmärkelser och försäljning  |
| ----------------- | -------------- | ------------------------------ | ---------------------------- |
| 9 mars 2005       | Prototype      | 2                              | GLF: Platinum (januari 2006) |
| 19 april 2006     | Halcyon Days   | 1                              | GLF: Guld (april 2006)       |
| 27 december 2006  | Halcyon Nights | --                             | --                           |
| 19 september 2007 | Fabricator     | 6                              | --                           |
| 9 april 2008      | Pandemonium    | 3                              | GLF: Guld (maj 2008)         |
| 1 april 2009      | Big Science    | 9                              | --                           |

### Singlar
| Datum för singelsläpp | Titel                         | Svenska singellistan | P3 Tracks | Album        |
| --------------------- | ----------------------------- | -------------------- | --------- | ------------ |
| 5 maj 2004            | Living In A Fantasy           | 44                   | 20        | Prototype    |
| 23 september 2004     | Conquering America            | 27                   | 15        | Prototype    |
| 2 februari 2005       | Sixteen Tons of Hardware      | 11                   | 14        | Prototype    |
| 31 mars 2005          | Gone                          | 40                   | 16        | Prototype    |
| juni 2005             | Open Door                     | 28                   | 4         | Prototype    |
| 15 september 2005     | Sunshine in the Rain          | 12                   | 6         | Prototype    |
| 12 december 2005      | Voodoo Magic                  | 38                   | 14        | Prototype    |
| 15 mars 2006          | Temple of Love                | 1                    | 2         | Halcyon Days |
| 15 maj 2006           | We Could Be Heroes            | 22                   | 10        | Halcyon Days |
| 13 september 2006     | Will My Arms Be Strong Enough | 39                   | 16        | Halcyon Days |
| 22 november 2006      | Chariots of Fire              | 45                   | 14        | Halcyon Days |
| 16 maj 2007           | Save My Pride                 | 14                   | 18        | Fabricator   |
| 22 augusti 2007       | Let It Rain                   | 28                   | 17        | Fabricator   |
| 22 augusti 2007       | Rhythm Drives Me Crazy        | 53                   | -         | Fabricator   |
| 17 oktober 2007       | The Destiny of Love           | 54                   | -         | Fabricator   |
| 13 december 2007      | Give Me The Night             | -                    | -         | Fabricator   |
| 12 mars 2008          | Lay Your Love on Me           | 2                    | 1         | Pandemonium  |
| 26 maj 2008           | Barcelona                     | 56                   | -         | Pandemonium  |
| 21 juli 2008          | The Bells of Freedom          | 15                   | -         | Pandemonium  |
| 8 oktober 2008        | Gomenasai                     | -                    | -         | Pandemonium  |
| 9 mars 2009           | You're Not Alone              | 11                   | -         | Big Science  |
| 27 maj 2009           | Right Here Right Now          | 28                   | -         | Big Science  |
| 14 september 2009     | Rise To The Occasion          | -                    | -*        | Big Science  |
| 30 november 2009      | Kings of Tomorrow             | -                    | -         | Big Science  |

* Bubblare, men kom inte in på listan

### Musikvideor
Samtliga musikvideor är regisserade av Fredrik Boklund, med undantag för Living In a Fantasy som regisserades av Karl Johan Larsson samt Chariots of Fire, Let It Rain och Give Me The Night som regisserades av regissörgruppen Kamisol.
- 2004 – Living in a Fantasy
- 2004 – Conquering America
- 2004 – Sixteen Tons of Hardware
- 2005 – Open Door
- 2005 – Sunshine in the Rain
- 2006 – Temple of Love
- 2006 – We Could Be Heroes
- 2006 – Will My Arms Be Strong Enough
- 2006 – Chariots of Fire
- 2007 – Save My Pride
- 2007 – Let It Rain
- 2007 – The Destiny of Love
- 2007 – Give Me The Night
- 2008 - Lay Your Love on Me
- 2008 - Barcelona
- 2008 - The Bells of Freedom
- 2009 - You're Not Alone
- 2009 - Right Here Right Now
- 2009 - Rise to the Occasion

## Musikstil
BWO spelar en melodisk elektronisk popmusik. Musiken skapades till första albumet, Prototype, mestadels på elektroniska vägar, med vissa livestråkar, som man la studioinspelad sång på. Till det andra albumet, Halcyon Days, lade man till stråkkvartett i vissa av låtarna. På Fabricator har bandet dock gått tillbaka till Prototypes mer elektroniska stil.

## Utmärkelser

### 2006
- Grammis, Årets popgrupp
- Rockbjörn, Årets svenska grupp
- QX-galan, Årets grupp
- NRJ Radio Awards, Årets svenska grupp
- Nickelodeon , Kids Choice Awards, Årets svenska grupp
- Marcel Bezencon , Press Award (pressen röstade fram sin favorit i 2006 års upplaga av Melodifestivalen)

### 2007
- Rockbjörn, Årets svenska grupp
- Esctoday.com Awards (National Final Song Contest Awards) Bästa Nationella Finaluppträdande och Bästa Nationella Finaluppträdande Band

### 2008
- Ellegalan, Årets bäst klädda kvinna (Marina Schiptjenko)
- Marcel Bezençon, Artistic Award (deltagarna i Melodifestivalen 2008 röstade på andra deltagare)

### 2009
- Esctoday.com Awards (National Final Song Contest Awards) Bästa Nationella Finaluppträdande Band

## Nomineringar
- Guldklaven 2006, årets dansbandslåt. Nominerad var "Sunshine in the Rain" som dock inte vann i kategorin.
- Grammis 2007, bästa album Halcyon Days, bästa kompositör - Alexander Bard & Anders Hansson för Halcyon Days, bästa pop-grupp - BWO Halcyon Days, bästa producent - Alexander Bard & Anders Hansson för Halcyon Days, bästa låt BWO - "Temple of Love". BWO vann dock ingen av kategorierna.
- Gaygalan 2007, årets artist/grupp, årets hetero; Martin Rolinski. BWO vann dock inget pris.